# Хайд, Томми
Томми Хайд (англ. Tommy Hyde; 13 мая 1999, Корк, Ирландия) — ирландский боксёр-профессионал.
Серебряный призёр (2019, 2021) чемпионата Ирландии среди любителей.

## Любительская карьера
Начал заниматься боксом в 7 лет.
В апреле 2015 года стал бронзовым призёром чемпионата Ирландии среди юниоров в полусредней весовой категории (до 70 кг).
В мае 2016 года стал серебряным призёром чемпионата Ирландии среди юношей до 18 лет в средней весовой категории (до 75 кг).

### Чемпионат Ирландии 2019
Выступал в полутяжёлой весовой категории (до 81 кг). В полуфинале победил Пола МакКуллаха. В финале проиграл Томасу О’Тулу.

### Чемпионат Ирландии 2020
Выступал в полутяжёлой весовой категории (до 81 кг). В четвертьфинале проиграл Полу МакКуллаху.

### Чемпионат Ирландии 2021
Выступал в полутяжёлой весовой категории (до 80 кг). В полуфинале победил Джон Джо Невина. В финале проиграл Келину Кэссиди.

## Профессиональная карьера
Менеджером Томми является его отец, Гэри Хайд.
Тренируется у Эктора Бермудеса.
Дебютировал на профессиональном ринге 1 декабря 2022 года, победив техническим нокаутом в 3-м раунде.
Осенью 2024 года стал тренироваться у Ли Бирда.

## Статистика боёв
В таблице перечислены результаты всех поединков боксёров.
В каждой строке указан результат поединка. Дополнительно номер поединка обозначен цветом, который обозначает итог поединка. Расшифровка обозначений и цветов представлена в нижеследующей таблице.
| Пример | Расшифровка                     |
| ------ | ------------------------------- |
|        | Победа                          |
|        | Ничья                           |
|        | Поражение                       |
|        | Планируемый поединок            |
|        | Поединок признан несостоявшимся |
| КО     | Нокаут                          |
| ТКО    | Технический нокаут              |
| PTS    | Решение судей (по очкам)        |
| UD     | Единогласное решение судей      |
| MD     | Решение большинства судей       |
| SD     | Раздельное решение судей        |
| RTD    | Отказ от продолжения боя        |
| DQ     | Дисквалификация                 |
| NC     | Поединок признан несостоявшимся |

| Бой | Дата            | Соперник                       | Место проведения                                                       | Результат | Примечание                                                                               |
| --- | --------------- | ------------------------------ | ---------------------------------------------------------------------- | --------- | ---------------------------------------------------------------------------------------- |
| 11  | 11 апреля 2025  | Ануари Млава (8-2)             | The Melbourne Pavilion, Флемингтон, Мельбурн, штат Виктория, Австралия | TKO1 (8)  |                                                                                          |
| 10  | 25 октября 2024 | Аро Шварц (23-9-1)             | Oceanside (Club Lido), Ревир, Массачусетс, США                         | TKO3 (8)  |                                                                                          |
| 9   | 15 июня 2024    | Ноа Кидд (8-9-2)               | Мохеган-сан, Анкасвилл, Коннектикут, США                               | TKO4 (8)  |                                                                                          |
| 8   | 16 марта 2024   | Крейг Маккарти (10-1-1)        | Fox Theater, Редвуд-Сити, Калифорния, США                              | KO5 (8)   | Завоевал титул Boxing Union of Ireland Celtic во 2-м среднем весе (1-я защита Маккарти). |
| 7   | 7 октября 2023  | Абрахам Эрнандес Мехиа (9-5-2) | Parochial Hall, Корк, Ирландия                                         | PTS6 (6)  | Счёт: 60-54.                                                                             |
| 6   | 11 августа 2023 | Роберт Таларек (27-20-3)       | Memorial Stadium, Куинси, Массачусетс, США                             | UD6 (6)   | Счёт: 59-54 и 60-53 (дважды).                                                            |
| 5   | 17 июня 2023    | Салим Бен Реджеб (9-9-1)       | Parochial Hall, Корк, Ирландия                                         | PTS6 (6)  | Счёт: 59-53.                                                                             |
| 4   | 8 апреля 2023   | Евгений Дребит (3-0)           | WIT Arena, Уотерфорд, Ирландия                                         | TKO2 (6)  |                                                                                          |
| 3   | 17 марта 2023   | Роберт Балтару (2-1-1)         | Freeport (I.B.E.W.) Hall, Dorchester, Массачусетс, США                 | TKO3 (6)  |                                                                                          |
| 2   | 21 января 2023  | Иржи Крупа (5-7-1)             | Freeport (I.B.E.W.) Hall, Dorchester, Массачусетс, США                 | TKO6 (6)  |                                                                                          |
| 1   | 1 декабря 2022  | Иржи Корда (3-3)               | The District, Су-Фолс, Южная Дакота, США                               | TKO3 (6)  |                                                                                          |
| Бой | Дата            | Соперник                       | Место проведения                                                       | Результат | Примечание                                                                               |

## Титулы и достижения

### Любительские
- 2015  Бронзовый призёр чемпионата Ирландии среди юниоров в полусреднем весе (до 70 кг).
- 2016  Серебряный призёр чемпионата Ирландии среди юношей до 18 лет в среднем весе (до 75 кг).
- 2019  Серебряный призёр чемпионата Ирландии в полутяжёлом весе (до 81 кг).
- 2021  Серебряный призёр чемпионата Ирландии в полутяжёлом весе (до 80 кг).

### Профессиональные
- Титул Boxing Union of Ireland Celtic во 2-м среднем весе (2024).